# Jotus
Jotus là một chi nhện trong họ Salticidae.